# Cypridinodes favus
Cypridinodes favus is een mosselkreeftjessoort uit de familie van de Cypridinidae. De wetenschappelijke naam van de soort is voor het eerst geldig gepubliceerd in 1902 door Brady.